# Danielle Mac
Danielle Mac, auch Danielle Marc, ist eine deutsche Schlagersängerin.

## Karriere
Mac sang 1949 unter anderem mit René Carol die deutsche Version der Samba Maria de Bahia von Ray Ventura. Des Weiteren sang sie auch mit Willy Schneider.

## Diskografie (Schellackplatten)
| A-Seite                                                        | B-Seite                                                                     | Jahr | Label   |
| -------------------------------------------------------------- | --------------------------------------------------------------------------- | ---- | ------- |
| Maria aus Bahia (mit René Carol)                               | Mit der Zeit lernst auch du es (gesungen von Friedel Hensch und den Cyprys) | 1949 | Polydor |
| Am Zuckerhut (mit René Carol und Willy Schneider)              | Schiff ahoi! (gesungen von Willy Schneider)                                 | 1949 | Polydor |
| Meine kleine Schwi-Schwa-Schweizeruhr (mit René Carol)         | Ich hab' Musik im Blut (gesungen von Will Höhne)                            | 1949 | Polydor |
| Im Hafen von Adano (gesungen von Lonny Kellner und René Carol) | Was hat der Hans (mit René Carol)                                           | 1950 | Polydor |